# 中国内燃机学会
中国内燃机学会是中华人民共和国内燃机科技工作者组成的群众性学术团体，是中国科学技术协会主管的社会团体，1981年3月成立。